# Viktor Hájek
Viktor Hájek (15. července 1900 Hustopeče u Brna – 7. března 1968 Praha) byl český teolog, kazatel a v letech 1950 až 1968 synodní senior, tedy nejvyšší představitel Českobratrské církve evangelické.

## Život
Studoval v Brně na I. českém státním gymnáziu, kde také maturoval. Dále studoval na Filozofické fakultě Univerzity Karlovy obor historie a filozofie a po roce přešel na Husovu československou evangelickou fakultu bohosloveckou v Praze. Jeden semestr studoval na Slovenské bohoslovecké fakultě v Bratislavě. Po ukončení studií v roce 1924 odjel s J. B. Součkem studovat na Westminsters College do Cambridge ve Skotsku. V archivu Farního sboru ČCE Brno II. jsou uloženy dopisy, které psal ze Skotska svému otci Ladislavu Hájkovi, faráři v Miroslavi.
Od 19. 10. 1925 vikářem a od 12. 8. 1926 do 31. 7. 1929 farářem ve sboru v Růžďce.
Od 1. 8. 1929 do 14.2 1950 farářem v Brně, na základě úspěšně obhájené disertační práce Dogmatika Petra Chelčického získal 11. 3. 1930 na HČEFB doktorát teologie. V letech 1940–1947 byl seniorem Brněnského seniorátu. Na brněnském gymnáziu na třídě Kapitána Jaroše vyučoval v letech 1929 až 1948 evangelické náboženství.
Od 1. 2. 1947 do 14. 2. 1950 náměstkem synodního seniora. Od 14. 2. 1950 do 7. 3. 1968 synodním seniorem v Praze. Přestože od roku 1950 stál v čele ČCE v těžkém období totalitního režimu, podařilo se mu prosadit na Státním úřadu pro věci církevní právo církve shromažďovat děti a mládež na církevní půdě při výkladu Bible a zpěvu.
Oženil se s Klárou Hajtšovou (1904–1973), neteří M. R. Štefánika. Měli dvě děti. Syn Igor se narodil 7. 7. 1930, vystudoval bohosloveckou fakultu v Praze a byl seniorátním vikářem v Teplicích. Církevní službu opustil v roce 1958 a pracoval jako ekonom. Dcera Doris (provdaná Titěrová) se narodila 15. 8. 1935 a byla vedoucí sekretariátu synodní rady u synodního seniora ThDr. Miloslava Hájka. Zemřela 31. 3. 1984. Její nejmladší syn Ondřej Titěra vystudoval teologii a byl v letech 1998 až 2014 farářem v Miroslavi a od roku 2010 náměstkem seniora (Brněnský seniorát). Nyní je kazatelem v Jablonci nad Nisou. Nejstarší syn Dalibor byl kurátorem sboru v Libčicích nad Vltavou.
Jako představitel církve velmi dobře vycházel se svými spolupracovníky. Při posledním rozloučení 15. března 1968 promluvil náměstek synodního seniora ThDr. Václav Kejř na slova apoštola Pavla „Milostí Boží jsem to což jsem“.

## Dílo
V teologických debatách s vědeckými a kulturními pracovníky, které se vedly za první republiky na půdě Akademické YMCY, dovedl s bystrou pohotovostí okamžitě vystihnout myšlenkovou povrchnost nebo skrytý posměšek vyzyvatele.
Byl skvělým kazatelem. Jeho kázání měla logickou stavbu s jednou nebo dvěma základními myšlenkami. Nezapomenutelné se staly jeho cykly kázání na Desatero, modlitbu Páně a Krédo. V kázání dovedl oslovit jak vzdělané, tak i prosté posluchače. Vikářům, kteří pod jeho vedením pracovali, připomínal, že moderní posluchač vyžaduje stručnost a věcnost podání, což nemusí ochudit, nýbrž naopak to zdůrazňuje bohatství evangelia. Jeho zvěst byla christocentrická, soustředěná na tu jednu drahou postavu Ježíše Krista a jeho záchranné dílo.

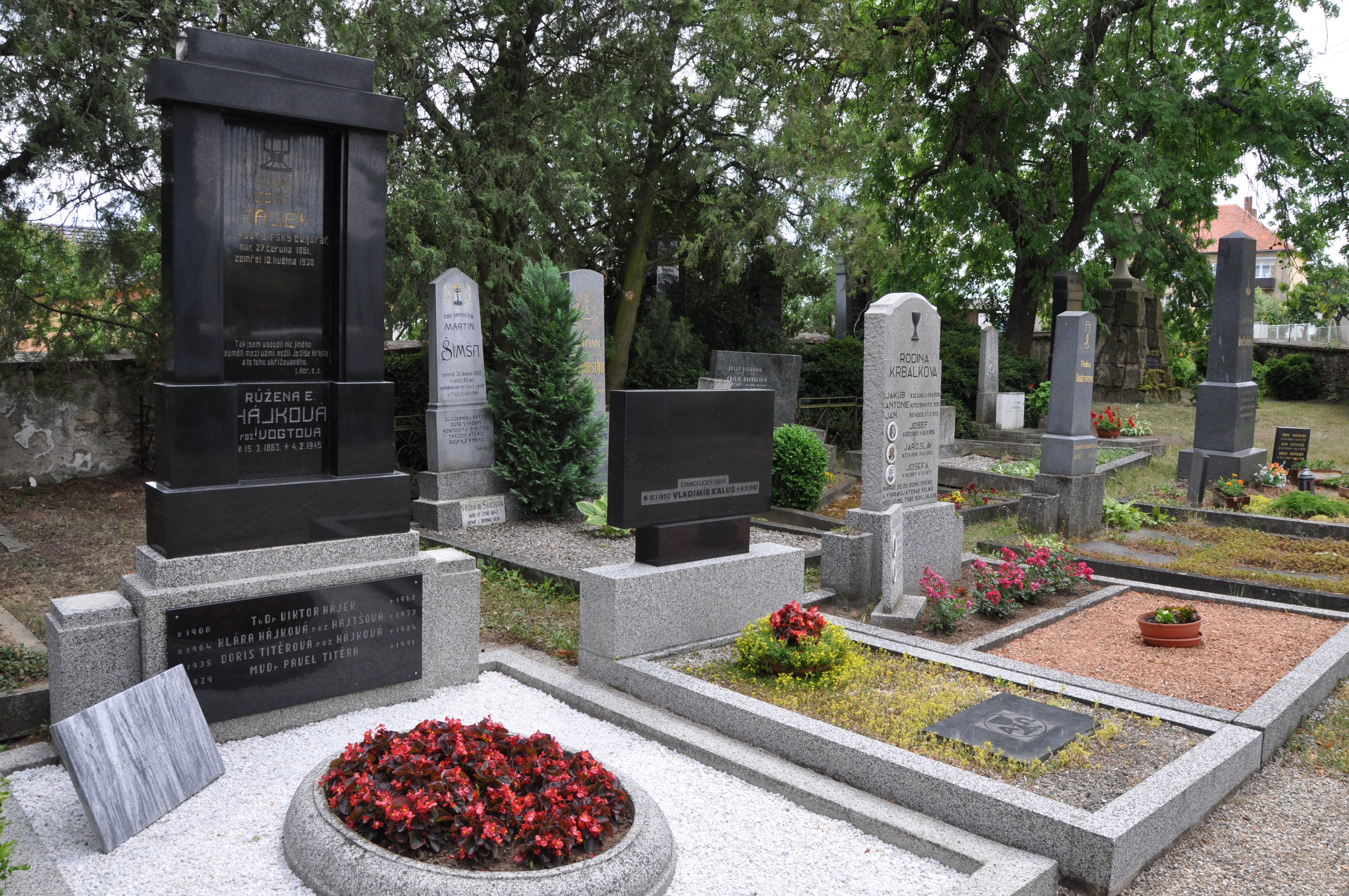
Farářské hroby v Miroslavi – místo posledního odpočinku Viktora Hájka

### Hlavní publikace
- Petr Chelčický (Bratislava 1929)
- Bible Kralická v rozhlase (Brno 1930)
- Vstal z mrtvých, vstoupil na nebesa (Brno 1931)
- Heřman z Tardy (Brno 1932)
- Katechismus, to jest křesťanské učení (Brno 1932)
- Kázeň v Jednotě Bratrské (Brno 1934)
- Jaké bohoslovce církev potřebuje (Evangelický kalendář, Praha 1959, 2008).
- Biblická dějeprava (1959 Praha, Kalich).